# 산사나무
산사나무(山楂-) 또는 아가위나무(문화어: 찔광이)는 산사나무속의 식물로 학명은 Crataegus pinnatifida for. pinnatifida이다. 산사나무는 장미과에 속하는 낙엽성 소교목이다. 중국의 산사수에서 이름이 유래되었는데, 산에서 자라는 아침의 나무라는 뜻이다. 야광나무, 동배, 이광나무, 뚱광나무라고 불리며, 한자 이름으로 산리홍, 산조홍, 홍과자, 산로라고 쓰기도 한다. 한국과 중국의 북부, 사할린, 시베리아에서 자라는 북방계 식물이고 서양에도 유럽과 북미에 유사한 종들이 많아 100여 종에 이른다.

## 생태
겨울에 잎이 지는 큰키나무로서 키는 5~10m에 이른다. 잎은 어긋나고 달걀이나 세모난 달걀 모양이며 가장자리가 새깃 모양으로 깊게 갈라지고, 불규칙하고 뾰족한 톱니가 있다. 5월에 가지 끝 산방꽃차례에 흰색 꽃이 핀다. 9~10월경에 직경 3 cm쯤 되며 둥근 열매가 열린다. 익은 열매는 붉은 색을 띠고 흰색 반점이 있다. 줄기에는 가시가 있다.
한국에서는 남부 지방을 제외하고 어디든지 볼 수 있는 나무이며 땅을 크게 가리지 않고 잘 자라나 벌레가 잘 생긴다.

## 변종
잎이 좁고 꽃 자루에 털이 없는 좁은 잎 산사나무(C. pinnatifida var. psilosa Schneider)와 잎이 크고 얕게 갈라지는 넓은 잎 산사나무(C. pinnatifida var. major N.E. BR.), 잎 뒷면에 빽빽하게 털이 나는 털 산사나무(C. pinnatifida var. pubescens Nakai), 잎이 아주 깊게 갈라진 가새잎 산사나무가 있다.

## 쓰임새
식용·공업용·관상용·약용으로 쓴다. 열매를 약으로 쓰며 생약 명은 산사자(山査子), 산사육(山査肉)이다. 소화제로 쓰고, 동상·요통 등에도 쓴다.
늙은 닭을 삶을 때 산사나무 열매 몇 알을 넣으면 연해지고, 생선을 먹다가 중독되었을 때 해독제로 이용된다고 물류상감지에 기록되어 있다.
한국의 서북지방이나 중국에서는 가시가 귀신을 쫓는다는 의미로 집의 울타리로 많이 심었다.
중국에서는 꿀이나 설탕에 절인 산사나무 열매를 후식으로 먹는데, 이를 탕후루(糖胡蘆)라고 하는데 고기를 먹고 난 다음 먹는다. 또한 열매로 산사주를 담고, 차로 마시기도 한다. 산사나무 열매는 위를 튼튼히 하고 소화를 도우며 장의 기능을 바르게 한다고 한다. 산사나무 열매는 새들이 즐겨 먹는 먹이이다.
산사나무는 목질이 굳고 치밀하면서도 탄력이 있어 다식판을 비롯하여 상자, 지팡이, 목침, 책상 재료로 쓰이고, 화력이 좋아 장작으로 많이 쓰였다.

## 사진

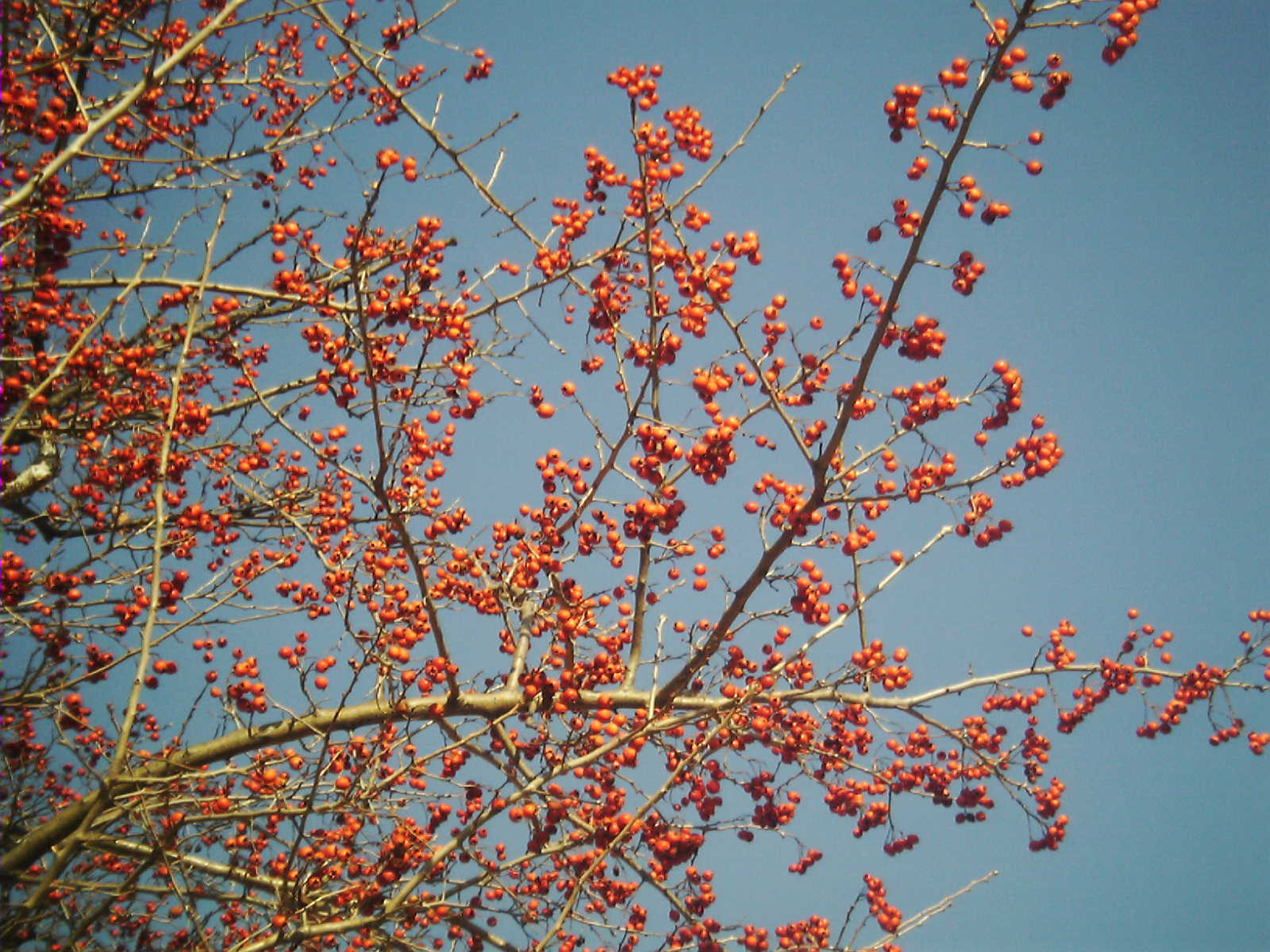
산사나무
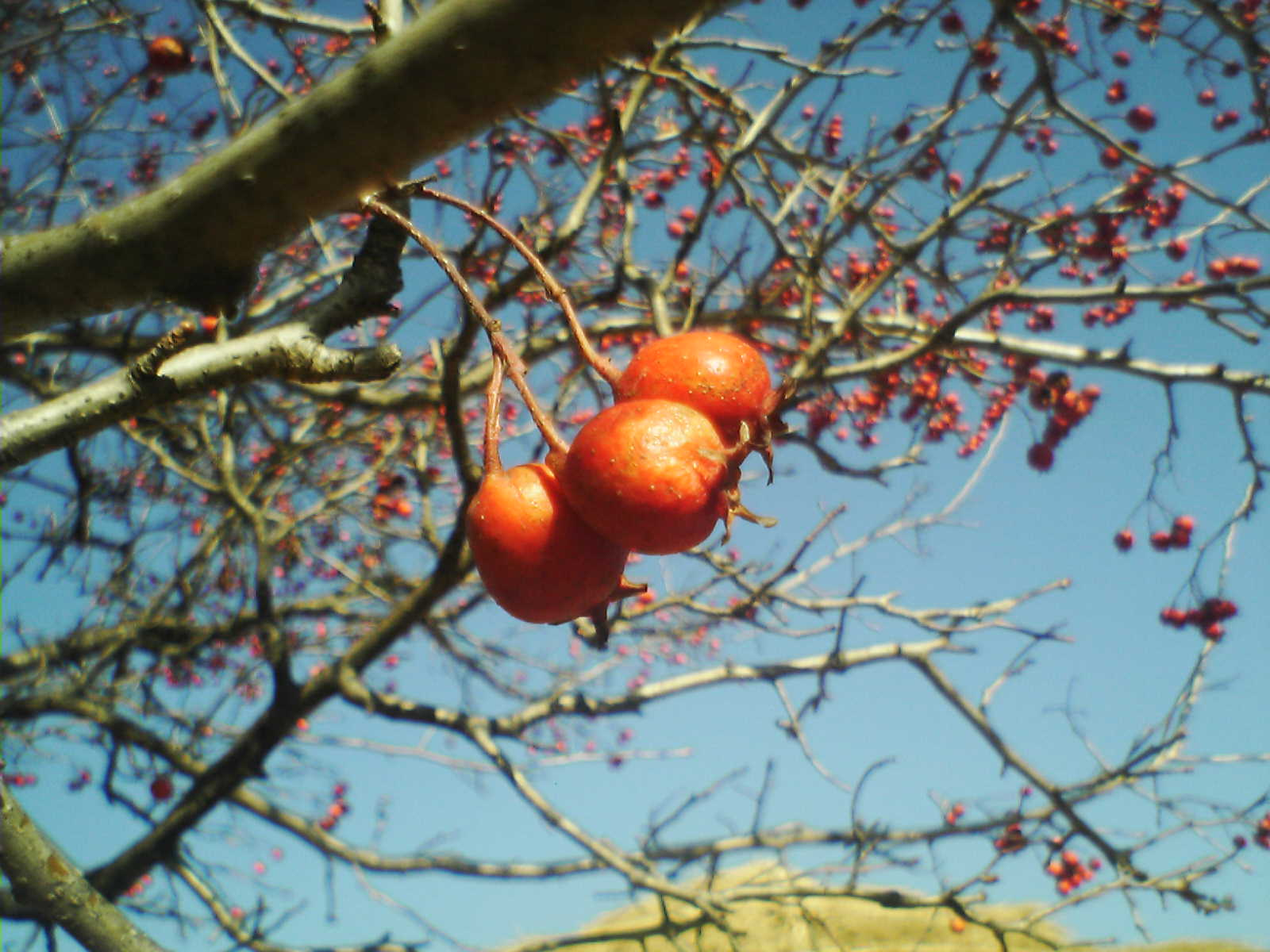
산사나무 열매.
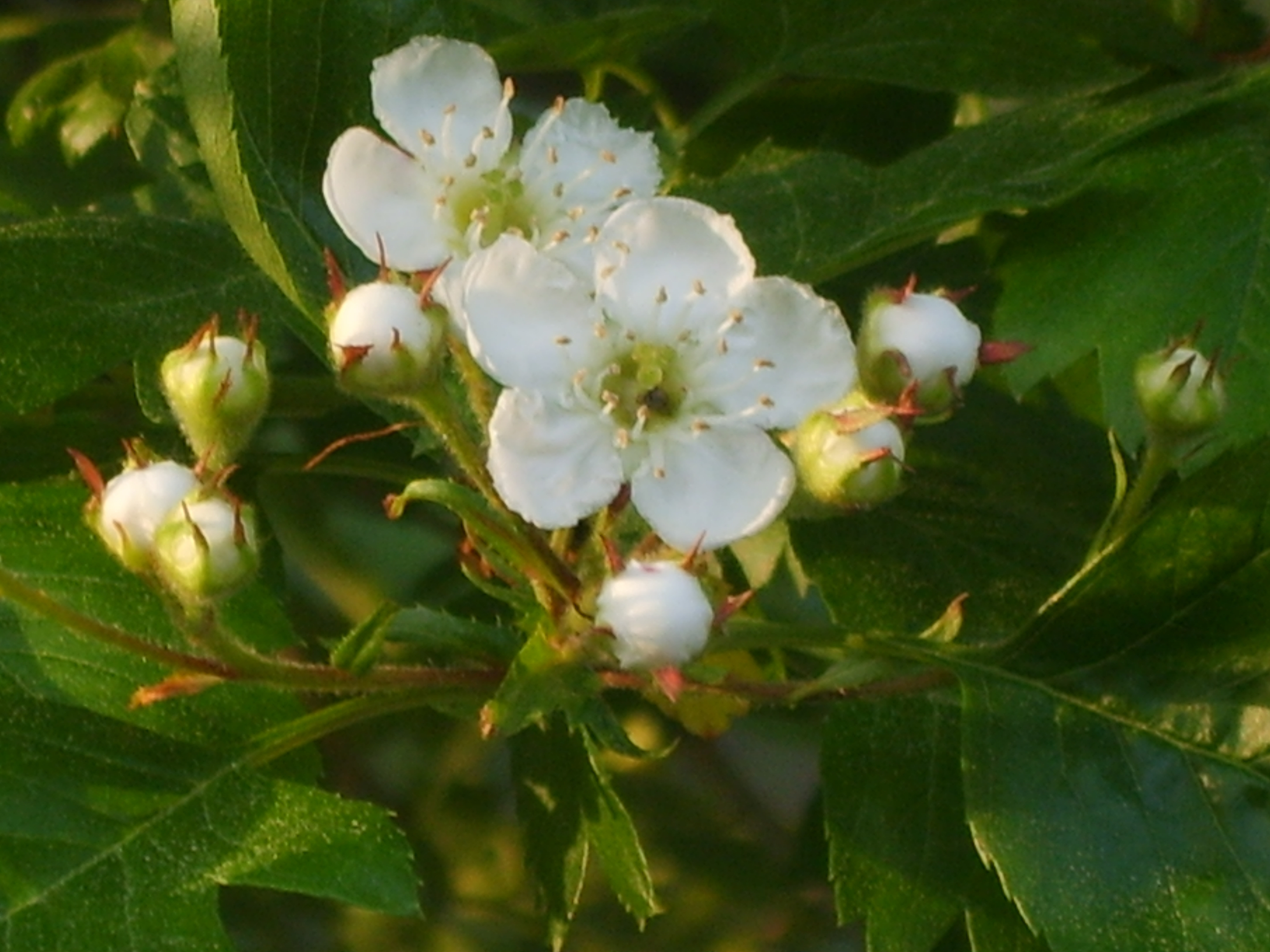
꽃
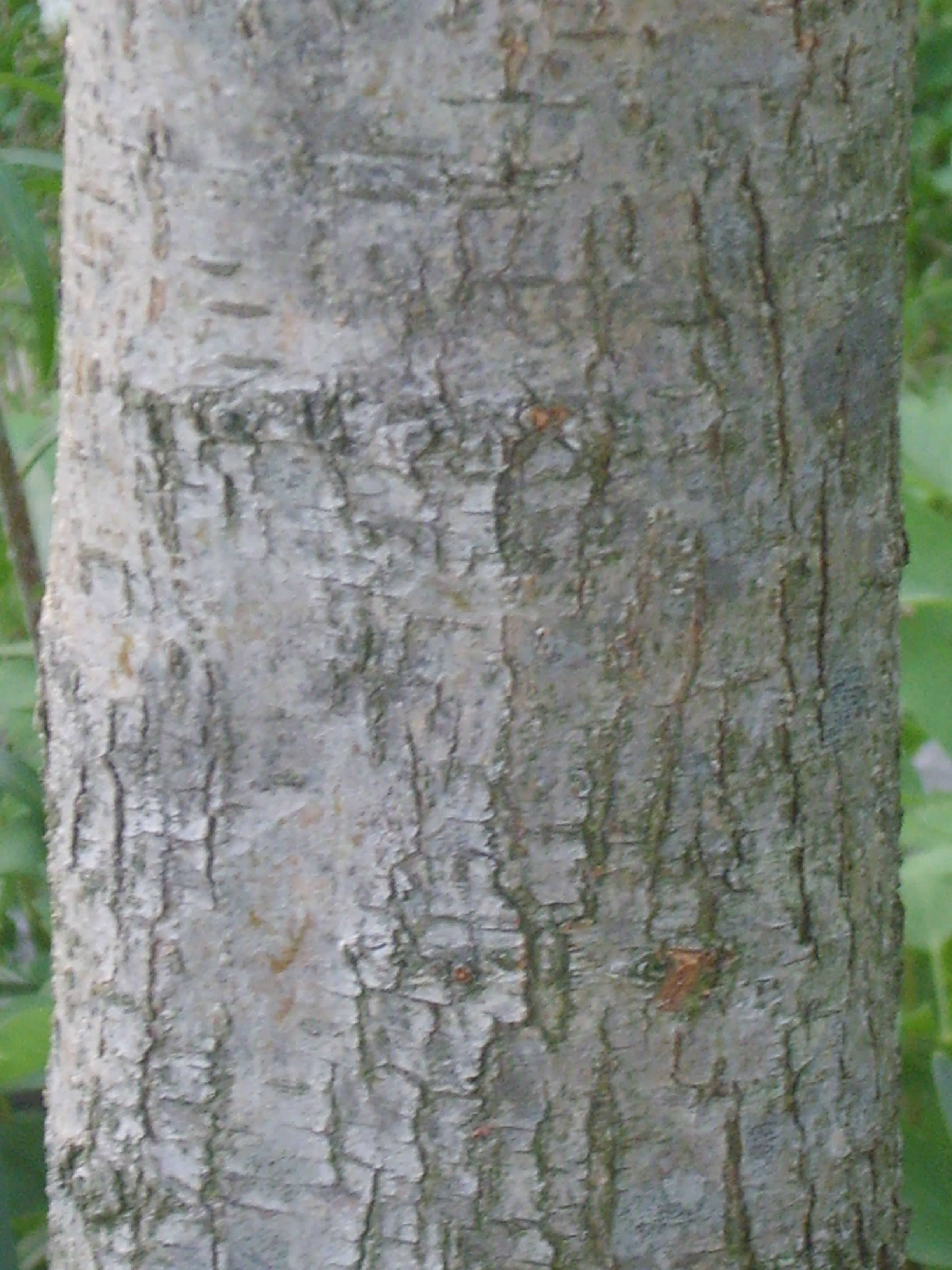
줄기

## 같이 보기
- 서울 영휘원 산사나무 - 대한민국의 천연기념물